# Бодлер, Шарль
Шарль Пьер Бодле́р (фр. Charles Pierre Baudelaire [ʃaʁl pjɛʁ bodlɛʁ]; 9 апреля 1821 года, Париж — 31 августа 1867 года, там же) — французский поэт, критик, эссеист и переводчик; основоположник декаданса и символизма, повлиявший на развитие всей последующей европейской поэзии. Классик французской и мировой литературы.
Наиболее известным и значительным в его творчестве стал сборник стихов «Цветы зла», опубликованный им в 1857 году.

## Биография
Шарль Пьер Бодлер родился 9 апреля 1821 года в Париже. Его отец, Жозеф Франсуа Бодлер, был выходец из зажиточной семьи землевладельцев из  Шампани, участник Великой революции, ставший в эпоху Наполеона начальником канцелярии Сената. В год рождения сына ему исполнилось 62 года, а его второй жене Каролине (урожд. Дюфаи) было всего 27 лет. Франсуа Бодлер был художником и коллекционером, прививал сыну любовь к искусству с раннего детства — водил по музеям и галереям, знакомил со своими друзьями-художниками, брал с собой в мастерскую.
В шестилетнем возрасте, 10 февраля 1827 года, мальчик потерял отца. Спустя полтора года мать Шарля вышла замуж за военного, полковника Жака Опи́ка, ставшего затем французским послом в различных дипломатических миссиях. Отношения с отчимом у мальчика не сложились. Повторное замужество матери наложило тяжёлый отпечаток на характер Шарля, стало его «душевной травмой», отчасти объясняющей его шокирующие общество поступки, которые он совершал в действительности вопреки отчиму с матерью. В детстве Бодлер был, по его собственному признанию, «страстно влюблён в свою мать». Также в детстве он привязался к служанке Мариэтте, с которой оставался долго наедине во время отлучек матери и отчима. Мариэтту он упоминает в придуманной им самим молитве и в посвящённом ей стихотворении «Служанка скромная с великою душой…» (ок. 1844).
Когда Шарлю исполнилось 11 лет, семья переехала в Лион, и мальчика отдали в пансион Делорм, откуда он впоследствии перешёл в интернат лионского Королевского коллежа. Ребёнок страдал припадками тяжёлой меланхолии и учился неровно, удивляя учителей то прилежанием и сообразительностью, то ленью и полной рассеянностью. Однако уже здесь проявилось влечение Бодлера к литературе и поэзии, доходившее до страсти.
В 1836 году семья вернулась в Париж, и Шарль поступил на курс по праву в коллеж Людовика Святого. Начиная с этого времени он окунулся в бурную жизнь увеселительных заведений, познав женщин лёгкого поведения, венерическую заразу, трату одолженных денег. Как следствие, за год до окончания курса ему отказали в обучении в коллеже.
В 1841 году, с большими усилиями всё-таки окончив образование и выдержав экзамен на бакалавра права, молодой Шарль заявил своему брату: «Я не чувствую призвания к чему бы то ни было». Отчим предполагал карьеру юриста или дипломата, однако Шарль захотел посвятить себя литературе. Родители, в надежде удержать его от «этого пагубного пути», от «дурного влияния Латинского квартала», убедили Шарля отплыть в путешествие — в Индию, в Калькутту. Через 10 месяцев Бодлер, так и не доплыв до Индии, от острова Реюньон вернулся во Францию, вынеся из путешествия живые впечатления красот Востока и мечтая воплотить их в художественные образы.

В 1842 году Шарлю исполнился 21 год, и он вступил в наследственные права. От отца Бодлеру досталось около двух гектаров земли на окраине Парижа, 15 тысяч франков наличными и 18 тысяч в виде иных активов. В ближайшие годы в артистических кругах он обрёл репутацию денди и бонвивана. Его ближайшими друзьями в это время были поэт Теодор де Банвиль и художник Эмиль Деруа, написавший портрет молодого Бодлера.

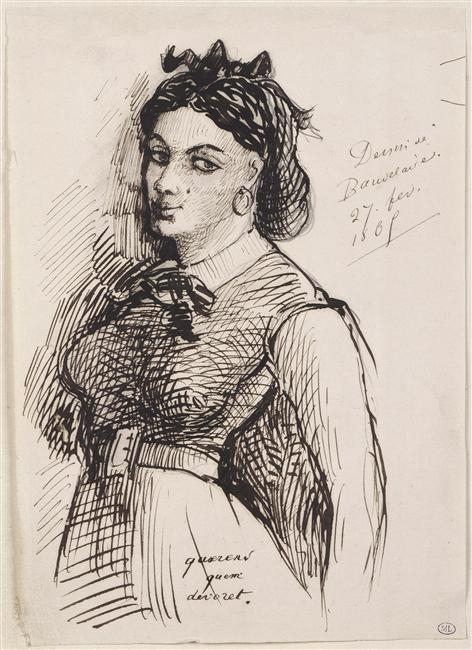
Жанна Дюваль. Рисунок Бодлера

В это же время он познакомился с балериной Жанной Дюваль, креолкой с Гаити, — со своей «Чёрной Венерой», с которой не смог расстаться до самой смерти и которую боготворил. По мнению же матери, она его «мучила, как только могла» и «вытряхивала из него монеты до последней возможности». Семья Бодлера не приняла Дюваль. В череде скандалов он даже пытался покончить с собой.

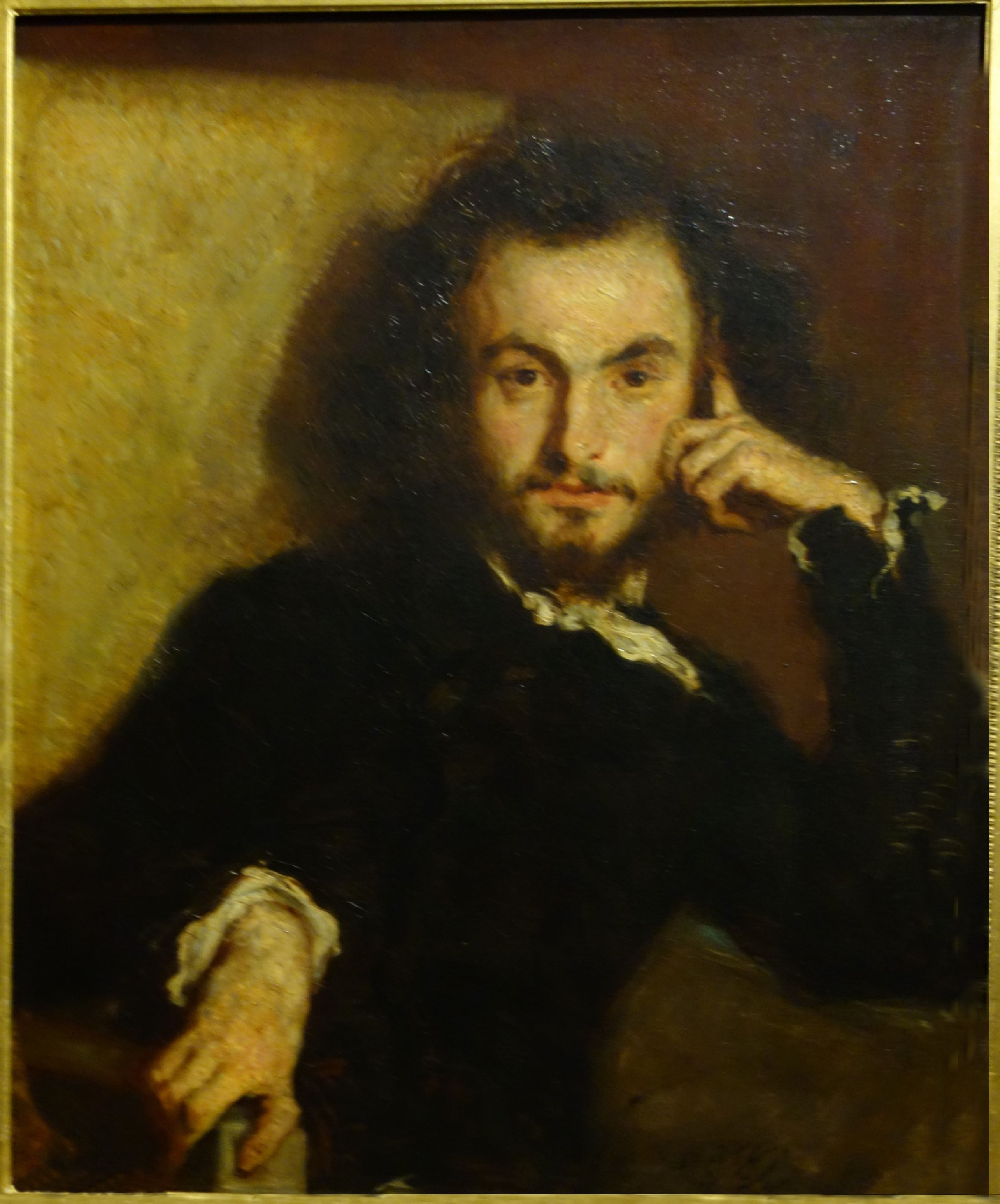
Портрет Бодлера работы Эмиля Деруа (1844)

За полтора года после получения наследства Бодлер успел промотать примерно половину состояния. В 1844 году его мать и отчим обратились в суд с тем, чтобы ограничить Шарля в праве распоряжаться имуществом. Обычно такая процедура производилась в случае утраты человеком дееспособности. Бодлер не стал оспаривать заявление родственников, и суд передал его имущество в управление юристу семьи Нарциссу Анселю. В дальнейшем Шарль мог получать только прибыль, которую приносило его состояние. С этих пор Бодлер, часто увлекавшийся «прибыльными проектами», испытывал постоянную нужду, проваливаясь временами в настоящую нищету. Вдобавок, его и его возлюбленную Дюваль до конца дней мучил сифилис.

### Зрелые годы
В 1845 и 1846 годах Бодлер, широко известный до тех пор лишь в узких кругах Латинского квартала, выступал с обзорными статьями по искусству в «журнале одного автора» «Salon» (вышло два номера — «Салон 1845 года» и «Салон 1846 года»). По словам З. А. Венгеровой, «мнения, высказанные им здесь о современных художниках и течениях, позже полностью подтвердились суждениями потомства, а сами статьи его принадлежат к блестящим страницам, когда-либо написанным об искусстве». Бодлер приобрёл известность.
В 1846 году Бодлер познакомился с творчеством Эдгара По, тот увлёк его настолько, что изучению американского писателя и переводу его произведений на французский язык Бодлер посвятил в общей сложности 17 лет. Согласно Венгеровой, «Бодлер почувствовал в По родственную душу».
Во время революции 1848 года Бодлер сражался на баррикадах и редактировал, правда недолго, радикальную газету «Салю пюблик» (фр. Le Salut Public). Но политические увлечения, основанные главным образом на широко понятом гуманизме, очень скоро прошли, и он впоследствии не раз презрительно отзывался о революционерах, осуждая их уже как верный адепт католичества.
Поэтическая деятельность Бодлера достигла апогея в 1850-х годах.

### Болезнь
В 1865 году Бодлер уехал в Бельгию, где провёл два с половиной года, несмотря на отвращение к скучной бельгийской жизни и на стремительно ухудшающееся здоровье. Будучи в церкви Сен-Лу в Намюре, Бодлер потерял сознание и упал прямо на каменные ступени.
В 1866 году Шарль-Пьер Бодлер тяжело заболел. Свой недуг он описывал так: «наступает удушье, путаются мысли, возникает ощущение падения, кружится голова, появляются сильные головные боли, проступает холодный пот, наступает непреодолимая апатия».
По понятным причинам он умолчал о сифилисе. Тем временем болезнь с каждым днём ухудшала его состояние. 3 апреля в тяжёлом состоянии он был доставлен в брюссельскую больницу, однако после приезда матери его перевели в гостиницу. В это время Шарль-Пьер Бодлер выглядел ужасающе — перекошенный рот, остановившийся взгляд, практически полная потеря возможности произносить слова. Болезнь прогрессировала, и уже через несколько недель Бодлер не мог формулировать мысли, часто погружался в прострацию, перестал покидать постель. Несмотря на то, что тело ещё продолжало сопротивляться, разум поэта угасал.
Его перевезли в Париж и поместили в клинику для умалишённых, в которой он и скончался 31 августа 1867 года.

### Захоронение

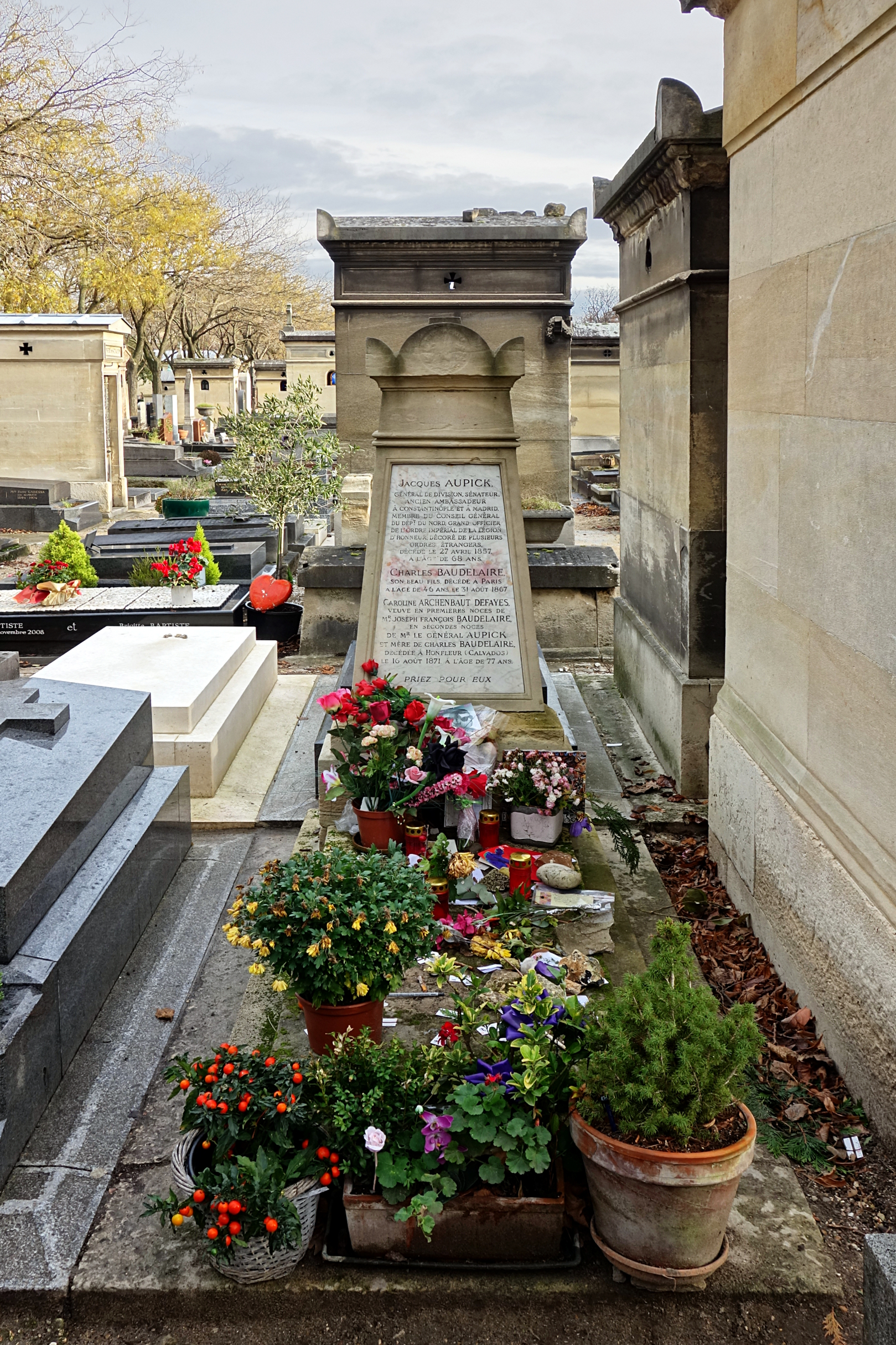
Могила Шарля Бодлера

Шарль-Пьер Бодлер был похоронен на кладбище Монпарнас, в одной могиле с ненавистным отчимом. В августе 1871 года тесная могила приняла и прах матери поэта. На пространной эпитафии всего три строчки о Бодлере: 

«ПАСЫНОК ГЕНЕРАЛА ЖАКА ОПИКА И СЫН КАРОЛИНЫ АРШАНБО-ДЕФАИ. УМЕР В ПАРИЖЕ 31 АВГУСТА 1867 В ВОЗРАСТЕ 46 ЛЕТ»
 О поэте Бодлере — ни слова.

### Кенотаф

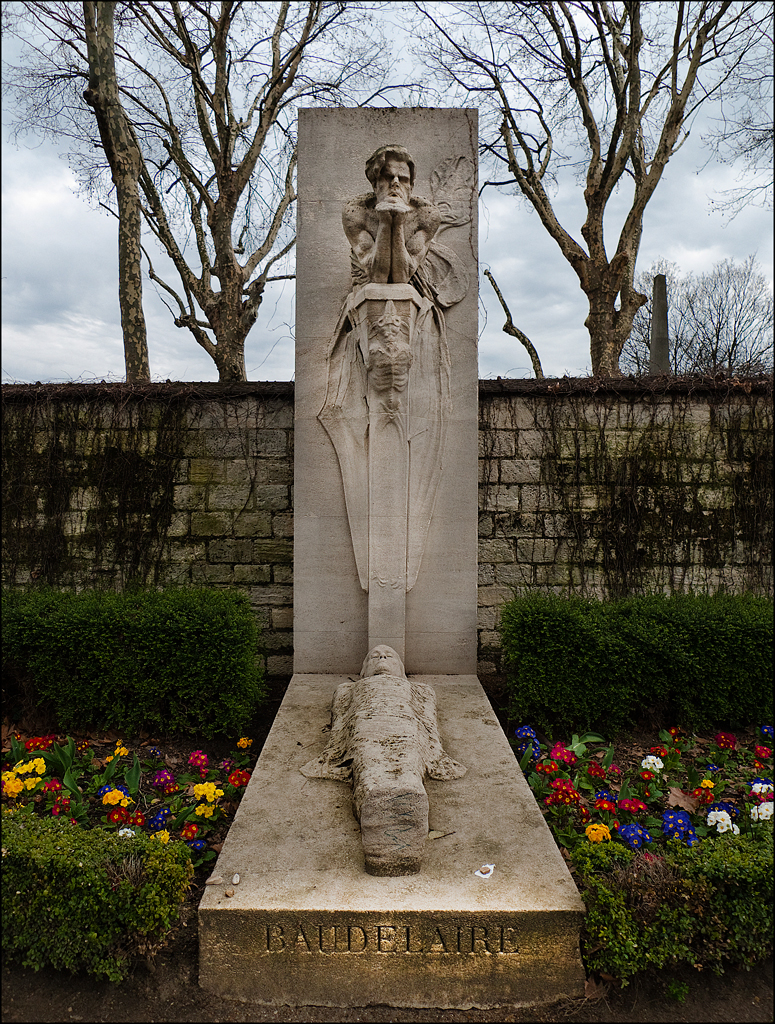
Кенотаф Бодлера на кладбище Монпарнас

Место фамильного захоронения прижалось к западной стене кладбища и постепенно было окружено массивными надгробиями, мешающими проходу к нему. Через 35 лет после смерти поэта на трансверсальном проспекте кладбища был установлен величественный кенотаф Бодлеру — единственный кенотаф на всём кладбище. На простой плите прямо на земле положена завёрнутая в саван фигура поэта во весь рост, а со стороны головы возвышается огромная стела, на верху которой водружён Сатана.
Инициатором создания скульптурной композиции выступил большой почитатель Бодлера, поэт и критик Леон Дешан (Léon Deschamps, 1864—1899), объявивший 1 августа 1892 года в основанном им журнале La Plume общественный сбор средств на кенотаф Бодлеру. В организационный совет входили многие видные люди искусства, хорошо знавшие Бодлера при жизни, его коллеги и последователи; среди них председатель совета — поэт Леконт де Лиль, а также первый француз-лауреат Нобелевской премии Сюлли Прюдом.
Сооружение кенотафа сопровождалось яростной полемикой: одни сомневались в его целесообразности, другие — в выборе архитектора. В выборах архитектора участвовал и Огюст Роден, представивший свой проект, однако отборочная комиссия предпочла композицию малоизвестного скульптора Жозе де Шармуа.
26 октября 1902 года монумент был торжественно открыт.
Вокруг кенотафа много свободного пространства, и именно это место привлекает поклонников Бодлера, приходящих сюда почтить его память и почитать его стихи.

## Литературное творчество
Первые стихи Бодлера печатались в 1843—1844 годах в журнале «Артист» («Даме креолке», «Дон Жуан в аду», «Малабарской девушке»). Важнейшим моментом в процессе становления общемировоззренческих и литературных ориентаций Бодлера стали конец 1840-х и начало 1850-х годов.
В 1857 году вышел самый известный его поэтический сборник «Цветы зла», шокировавший публику настолько, что цензоры оштрафовали Бодлера и вынудили убрать из сборника шесть наиболее «непристойных» стихотворений. Тогда Бодлер обратился к критике и быстро добился в ней успеха и признания. В 1860 году Бодлер опубликовал сборник «Парижский сплин», состоявший из стихотворений в прозе. В 1861 году вышло второе издание «Цветов зла», переработанное и расширенное автором.

## Психоделические опыты

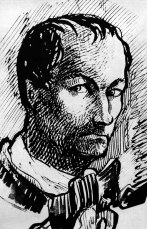
Автопортрет Бодлера

Бодлеру принадлежит одно из наиболее внятных описаний воздействия гашиша на человеческий организм, которое на долгие годы стало эталоном для всех, кто писал о психотропных продуктах из конопли. С 1844 по 1848 Бодлер посещал «Клуб гашишистов», основанный Жаком-Жозефом Моро, и употреблял давамеск (алжирскую разновидность гашиша). По свидетельству Теофиля Готье, активно участвовавшего в жизни клуба, Бодлер «принял гашиш единожды или дважды в ходе экспериментов, но никогда не употреблял его постоянно. Это счастье, покупаемое в аптеке и уносимое в жилетном кармане, ему было отвратительно». Впоследствии Бодлер пристрастился к опиуму, но к началу 1850-х годов преодолел пристрастие и написал три больших статьи о своём психоделическом опыте, которые составили сборник «Искусственный рай» (1860).
Две статьи из трёх — «Вино и гашиш» (1851) и «Поэма о гашише» (1858) — посвящены каннабиноидам. Бодлер считал их воздействие интересным, но неприемлемым для творческой личности. По мнению Бодлера, «вино делает человека счастливым и общительным, гашиш изолирует его. Вино превозносит волю, гашиш уничтожает её». Несмотря на это, в своих статьях он выступал как объективный наблюдатель, не преувеличивая психотропных эффектов гашиша и не впадая в излишнее морализаторство; поэтому и неутешительные выводы, которые он делал из своего опыта, воспринимаются[кем?] с определённой долей доверия.

## Бодлер и музыка
Бодлер в качестве художественного критика оставил значительные суждения о живописи и художниках, о музыке и композиторах, обосновал в своей эстетике и в поэзии принцип соответствия (correspondances) между видами искусств (см. сонет «Соответствия»). Он был тонким знатоком музыки. Бодлер первым во Франции открыл талант Рихарда Вагнера, написав выдающееся эссе «Рихард Вагнер и „Тангейзер“ в Париже» (1861). В творчестве Бодлера есть упоминания о его музыкальных предпочтениях: Вебер, Бетховен, Лист. В Брюсселе уже тяжелобольной Бодлер часто просил сыграть для него увертюру к «Тангейзеру».
На стихи Бодлера писали музыку К. Дебюсси, Э. Шабрие, Г. Форе, Венсан д’Энди, Гюстав Шарпантье, Эрнест Шоссон, Анри Дюпарк, Альфредо Казелла, Фрейташ Бранку, А. фон Цемлинский, А. Берг, К. Штокхаузен, Н. Рорем, В. Плохарский (альбом «Cyfry»), А. Соге, Арне Мелльнесс, Кайхосров Сорабджи, Оливье Грейф, Серж Генсбур, С. Танеев, А. Гречанинов, А. Крупнов, Юрий Алексеев, Сергей Маврин, Д. Тухманов, Диаманда Галас, Лоран Бутонна, Милен Фармер, Константин Кинчев и др.

## Русские переводы
См.: Русские переводы Бодлера

## Память

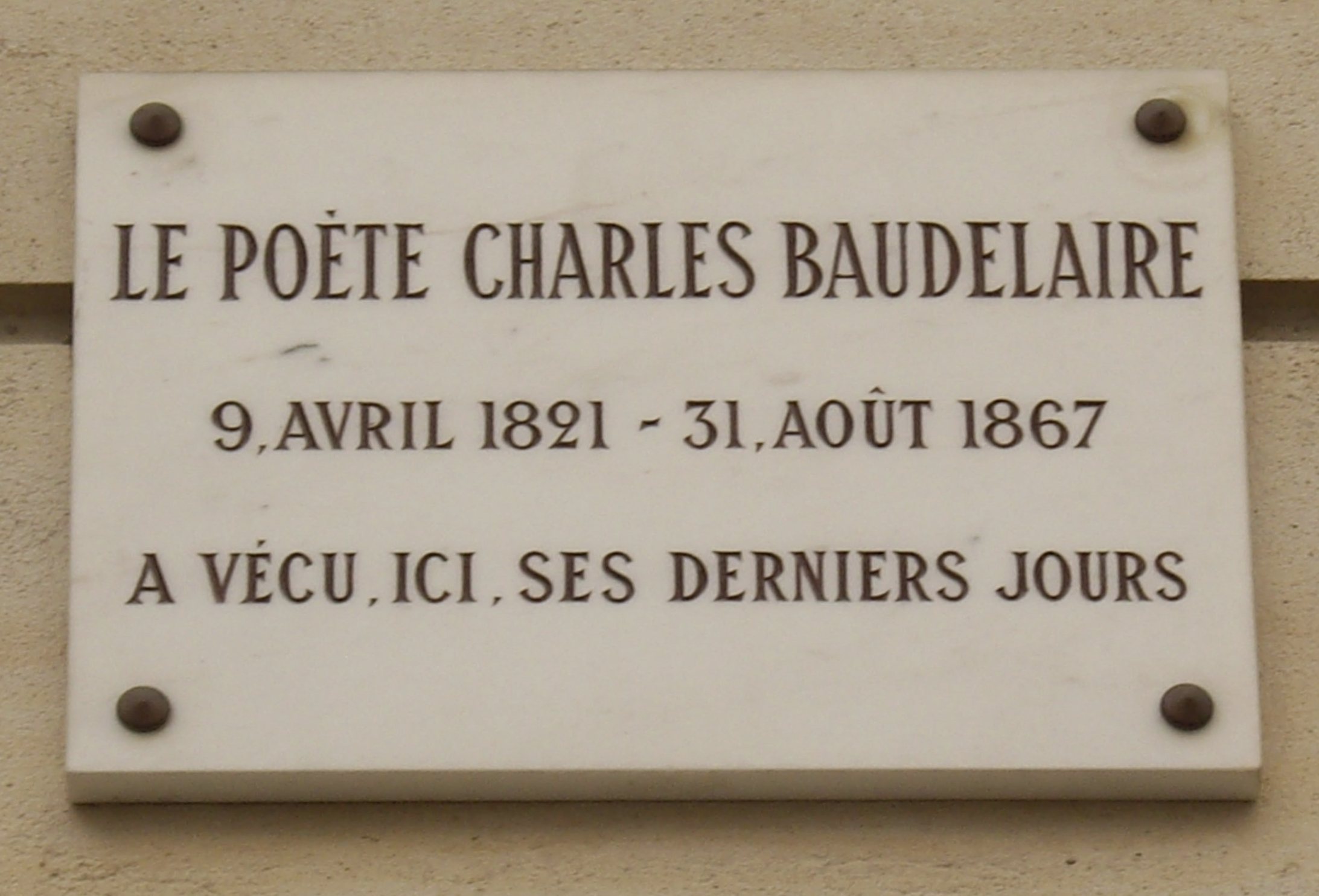

- В Париже на стене дома 1 по улице Доме установлена Памятная доска.
- В городе Онфлёр, где Шарль Бодлер останавливался в 1859 году, а затем в 1860 и 1865 годах, улица носит его имя.
- В Онфлёре перекрестке улиц установлена памятная доска с фотографией «maison joujou» Бодлера.
- В Онфлёре зал Медиатеки носит имя Бодлера, а его фраза «Онфлер всегда был самым дорогим из моих мечтаний» выгравирована на стеклянной стене читального зала.
- Бюст Шарля Бодлера находится среди других в Саду личностей в Онфлёре.